# Campylorhynchus rufinucha
Campylorhynchus rufinucha là một loài chim trong họ Troglodytidae.